# 脳外科医 竹田くん
『脳外科医 竹田くん』（のうげかい たけだくん）は、2023年1月から7月までブログサービスの「はてなブログ」で連載されたWEB漫画。兵庫県の赤穂市民病院で過去に発生した医療事故が題材であり、医療系の「ホラー漫画」とも評される。

## 概要
架空の地方都市である赤池市にある市民病院で、手術手技が未熟で様々な医療事故を起こす脳神経外科医の竹田と、竹田の上司でありながら彼に翻弄される「僕」こと古荒の姿を描く。2023年連載中の時点では作者が明らかになっておらず、「脳外科医 竹田くん」製作委員会とクレジットされていたが、2025年2月5日、作者が自ら、事故発覚のきっかけとなった2020年1月の医療過誤の被害者親族であることを公表した。声明文の中で作者は「一連の事故や脳神経外科の内情について、当事者や関係者から情報を取得できる立場にあった事から、事実経緯を詳細に記録した上で題材として、あくまで現実に起きた医療事故をモチーフとしたフィクション作品として描いた」としている。また今回の事故を起こした医師から2023年10月に作者の発信者情報開示請求が行われ、2024年7月に開示されたが、その後医師側からの損害賠償請求は行われていないと明かしている。2025年3月11日、作者は医師に対し「漫画によって医師の社会的評価は一定程度低下することはあっても、漫画には公益性・公益性や真実性などがあり、裏付けられた情報に基づく内容であるから、名誉毀損は成立しない」などと主張して、名誉毀損による損害賠償義務を負わないことの確認を求める債務不存在確認訴訟を大阪地方裁判所に提起した。
被害者親族であることが公表される前は、手術エピソードや患者の後遺症などの描写は「病院関係者が制作協力しているとしか思えないほどリアル」「関係者の方がまず間違いなく関わっている」と医師らが評していた。
地名、病院名、登場人物の名前やキャラクターデザイン、などを実在する関係者から採っていると思われ、赤穂市民病院で医療事故を相次いで発生させた男性医師や上長の個人情報がインターネットで拡散された。

## あらすじ・構成
全三部である。第一部「医療事故篇」（1話 - 55話）は竹田が市民病院に着任してから様々な医療事故を起こす過程を、第二部「野望篇」（56話 - 106話）は事故を連発したことが原因で冷遇される竹田が、失地回復のために様々な行動に出る様子を、第三部「隠蔽工作篇」（107話-142話）は竹田の起こした医療事故が全国報道され、脳神経外科学会から市民病院自体が処分を受けた顛末を、それぞれ描く。

## 主な登場人物

### 赤池市民病院

#### 脳神経外科
竹田（たけだ）
脳外科医。滋賀の医局に所属していたがフリーの身分である。
口は上手いが止血が出来ない、カテーテルを雑に扱う、腰椎の構造を理解していないなど外科医としての技術が根本的に未熟で、患者への思いやりも希薄である。医局の教授から「史上最低の医師」の評価で滋賀の医局を破門され、以前に勤務した京都の病院で手術を許可されなかった。赤池市民病院で11件の医療事故を発生させ、臨床工学技士らに「殺人行為に加担したくない」と手術の参加を拒否され、看護師らに「あいつのせいで被害に遭った患者の世話が大変」「自分の家族を診せたくない」と称される。
相次ぐ事故により病院側から手術禁止処分を受け、もとより悪かった職員らとの関係や勤務態度がさらに悪化する。遂には弁護士を雇って病院と上司の古荒ら病院関係者をパワハラで提訴する。
古荒（こあら）
脳外科長。ベテランの脳外科医だがお人好しなところがある。
名だたる脳外科医らが指導を放棄した竹田を教育することに当初は使命感を持っていたが、竹田のミスに対して判断が緩くなり、自分の患者を執刀させて脳死状態のちに死亡させるなど連続医療事故を止められなかった。
竹田の手術禁止処分の後、外部有識者として手術動画を見たかつての指導医に叱責されて事態の重さを理解するが、部屋の鍵を取り戻そうとした竹田と揉み合いとなり転倒した竹田から提訴される。